# Famet
Fabryka Aparatury i Urządzeń "Famet" S.A. - przedsiębiorstwo działające od 1950 roku, zlokalizowane w Blachowni, dzielnicy Kędzierzyna-Koźla.
Fabryka Aparatury i Urządzeń "FAMET" S.A. specjalizuje się w projektowaniu, produkcji, dostawach i usługach montażowych aparatury procesowej i urządzeń dla kluczowych gałęzi przemysłu w Polsce i za granicą. Do obszaru działalności spółki należy również produkcja części do turbin wiatrowych, maszyn elektrycznych oraz maszyn budowlanych i przeładunkowych.
Famet S.A. posiada pięć zakładów produkcyjnych: w Kędzierzynie-Koźlu, Jędrzejowie, Kępnie, Opolu i Annopolu.